# Čast
Čast (latinski honor) apstraktni je pojam koji postavlja osjećaje vrijednosti i uvaženosti koji utiče na društveni položaj i na samovrjednovanje nekog pojedinca ili nekog korporativnog tijela kao na primjer: porodica, škola, vojna jedinica ili država. Prema tome pojedinicima (ili korporativnim tijelima) dodjeljuju se vrijednosti i ugled koja je u skladu prema njihovim izvršavanjem zadataka koja su zadana kodeksom časti, te moralnim kodeksom zajednice u cjelini.

## Društveni kontekst
Čast kao kodeks ponašanja definiše dužnosti pojedinca unutar društvene grupe. Margaret Viser primećuje da je u društvu zasnovanom na časti „čovek ono što jeste u očima drugih ljudi“. Kodeks časti se razlikuje od pravnog kodeksa, takođe društveno definisanog i koji se bavi pravdom, po tome što čast ostaje implicitna, a ne eksplicitna i objektivizovana.
Može se razlikovati čast od dostojanstva, koje je Vordsvort ocenio kao mereno u odnosu na savest pojedinca, a ne u odnosu na sudove zajednice. Uporedite i sociološki koncept „lice”.
U ranom srednjem veku, čast gospodara ili dame bila je grupa vlastelinstva ili zemlje koju su on ili ona držali. „Reč je prvi put korišćena za označavanje imanja koje je svom nosiocu dalo dostojanstvo i status.“ Za osobu da kaže „na moju čast“ nije bila samo potvrda njegovog ili njenog integriteta i ranga, već istinitosti iza te fraze, što je značilo da su on ili ona bili spremni da ponude imanja kao zalog i garanciju.
Smatra se da je koncept časti opao na važnosti na savremenom Zapadu; savest ju je zamenila u individualnom kontekstu, a vladavina prava (sa pravima i obavezama definisanim u njoj) je preuzela u društvenom kontekstu. Popularni stereotipi bi definitivnije opstali u kulturama koje su vezane za tradiciju (npr. paštunska, južnoitalijanska, poljska, persijska, turska, arapska, iberijska, „stara južna“ ili diksi) u percepciji sličnoj orijentalizmu. Feudalna ili druga agrarna društva, koja se fokusiraju na korišćenje zemljišta i vlasništvo nad zemljom, mogu imati tendenciju da vrednuju „čast“ više nego savremena industrijska društva. Treba imate na umu da je sveti Anselm od Kenterberija (oko  1033 – 1109) u Cur Deus Homo proširio koncept časti iz sopstvenog feudalnog društva da bi postulirao Božju čast.
Naglasak na važnosti časti postoji u takvim tradicionalnim institucijama kao što su vojska (oficiri mogu voditi sud časti) i u organizacijama sa vojnim etosom, kao što su izviđačke organizacije (koje takođe imaju „Sudove časti“) .
Čast u slučaju seksualnosti često se, istorijski gledano, odnosi na vernost: očuvanje „časti“ je prvenstveno jednako održavanju nevinosti samaca i isključivoj monogamiji ostatka stanovništva. Dalje koncepcije ove vrste časti uveliko variraju među kulturama; neke kulture smatraju da su ubistva iz časti (uglavnom ženskih) članova sopstvene porodice opravdana ako su pojedinci „oskvrnili čast porodice“ sklapanjem braka protiv želja porodice, obično iz razloga kao što su odbijanje sklapanja ugovorenog braka, seks van braka, oblačenje na način koji se smatra neprikladnim, ili upuštanje u homoseksualne odnose ili čak tako što su postali žrtve silovanja. Zapadni posmatrači generalno vide ova ubistva iz časti kao način na koji muškarci koriste kulturu časti da kontrolišu žensku seksualnost.
Derači kože, dželati, grobari, pastiri, berberi-hirurzi, mlinari, tkači platna, kasapi, čistači nužnika, i sudski izvršitelji i njihove porodice bili su među „nečasnim ljudima“ (unehrliche Leute) u ranom modernom nemačkom društvu.

## Kulturna razlika od zakona
U jakim kulturama časti, oni koji se ne povinuju mogu biti prisiljeni ili pod pritiskom da se povinuju, a prestupnici bivaju kažnjavani fizički ili psihički. Upotreba nasilja može biti kolektivna po svom karakteru, gde mnogi rođaci deluju zajedno. Najekstremniji oblik kazne je ubistvo iz časti. Dvoboji i osveta na nivou porodice mogu dovesti do trajne svađe.
Kulture časti su često konzervativne i kodiraju predmoderne tradicionalne porodične vrednosti i dužnosti. U nekim slučajevima ove vrednosti se sukobljavaju sa vrednostima postseksualne revolucije i egalitarnih društava. Ako se ovome doda zabrana osvetničkog ili individualnog donošenja pravde, pravne kulture ponekad smatraju da je praksa u kulturama časti neetička ili kršenje pravnog koncepta ljudskih prava.

## Primeri
Istoričari su posebno ispitivali kulturu časti na američkom jugu. Društveni naučnici su se bavili specijalizovanim subkulturama kao što su muslimani južne Azije u Britaniji. Drugi su upoređivali više modernih nacija.
Sa stanovišta antropologa, kulture časti se obično pojavljuju među nomadskim narodima i među pastirima koji sa sobom nose svoju najvredniju imovinu i rizikuju da je bude ukradena, bez pribegavanja zaštiti policije ili vlade. Zbog nedostatka jakih institucija, negovanje reputacije za brzu i nesrazmernu osvetu povećava bezbednost ličnosti i imovine od agresivnih aktera. Mislioci u rasponu od Platona do Monteskjea su primetili način razmišljanja koji je potreban za kulturu časti.
Jedan rad otkriva da današnji Kanađani rođeni u zajednicama koje su istorijski ležale van domašaja Kraljevske kanadske konjičke policije (Mountija) izgleda da nasleđuju nasilni kodeks časti koji pokreće njihovo ponašanje.

## Rat iz 1812
Istoričar Norman Rišord je naglasio centralni značaj časti kao uzroka Rata iz 1812. godine, koji su Sjedinjene Države pokrenule protiv Britanije uprkos njenoj mnogo moćnijoj pomorskoj i vojnoj snazi. Amerikanci svih političkih vrsta uvideli su potrebu da podrže nacionalnu čast, i da odbace tretman Sjedinjenih Država od strane Britanije kao trećerazredne ništavnosti. Amerikanci su neprestano govorili o potrebi za silom kao odgovorom. Ova potraga za čašću bila je glavni uzrok rata u smislu da je većina Amerikanaca koji nisu bili uključeni u merkantilne interese ili im je pretio napad Indijanaca, snažno podržavala očuvanje nacionalne časti. Ponižavajući napad HMS Leopard na USS Česepik u junu 1807. bio je odlučujući događaj. Istoričari su dokumentovali važnost časti u oblikovanju javnog mnjenja u brojnim državama, uključujući Masačusets, Ohajo, Pensilvaniju i Tenesi, kao i teritoriju Mičigena. Amerikanci su naširoko slavili završetak rata kao uspešan, posebno nakon što je spektakularni poraz glavne britanske invazione vojske kod Nju Orleansa povratio američki osećaj časti.
Činilo se da su nacionalna čast, reputacija republičke vlade i stalna prevlast republikanske stranke bili u pitanju ... Nacionalna čast je [sada] bila zadovoljena“, kaže istoričar Lens Baning, „Amerikanci su slavili kraj borbe sa briljantnim naletom nacionalnog ponosa.
Britanci su pokazali poštovanje prema američkoj časti. „Neke od najjačih pohvala Americi i najbržeg priznanja onoga što je mlada republika postigla za američku čast, prestiž i moć stigle su iz britanskih pomorskih krugova.“ Britanija se uzdržala od mešanja u američke pomorske interese i prestala je sa vršenjem pritiska na američke državljane nakon rata.

### Predispozicija u Sjedinjenim Američkim Državama
Jedna studija iz 2016. sugeriše da kultura časti povećava rizik od rata. Studija je otkrila da se za međunarodne sukobe pod predsednicima SAD koji su podignuti na jugu zemlje „pokazalo da je dvostruko veća verovatnoća da će uključivati upotrebu sile, da traju u proseku duplo duže i da je tri puta veća verovatnoća da će se završiti pobedom za Sjedinjene Države nego sporovi pod predsednicima koji nisu sa juga. Ostale karakteristike predsedništva juga izgleda da ne mogu da objasne ovaj obrazac rezultata."